# Gauliga Sachsen 1938/39
Die Gauliga Sachsen 1938/39 war die sechste Spielzeit der Gauliga Sachsen im Fußball. Die Meisterschaft sicherte sich der Dresdner SC mit einem Punkt Vorsprung vor der Mannschaft des VfB Leipzig. Der Dresdner SC qualifizierte sich für die Endrunde um die deutsche Meisterschaft und belegte dort den 3. Platz. In dieser Spielzeit gab es keine Absteiger, da die Liga aufgestockt wurde. Aus den Bezirksklassen stiegen der VfB Glauchau und der Chemnitzer BC auf.

## Abschlusstabelle
| Pl. | Verein                   | Sp. | S  | U | N  | Tore    | Quote | Punkte |
| --- | ------------------------ | --- | -- | - | -- | ------- | ----- | ------ |
| 1.  | Dresdner SC              | 18  | 12 | 2 | 4  | 041:190 | 2,16  | 26:10  |
| 2.  | VfB Leipzig              | 18  | 12 | 1 | 5  | 046:200 | 2,30  | 25:11  |
| 3.  | BC Hartha (M)            | 18  | 12 | 0 | 6  | 063:380 | 1,66  | 24:12  |
| 4.  | Planitzer SC             | 18  | 10 | 3 | 5  | 048:370 | 1,30  | 23:13  |
| 5.  | Polizei SV Chemnitz      | 18  | 10 | 1 | 7  | 050:410 | 1,22  | 21:15  |
| 6.  | SV Fortuna Leipzig       | 18  | 8  | 1 | 9  | 039:430 | 0,91  | 17:19  |
| 7.  | Sportfreunde Dresden (N) | 18  | 5  | 6 | 7  | 029:490 | 0,59  | 16:20  |
| 8.  | Guts Muts Dresden        | 18  | 6  | 2 | 10 | 023:350 | 0,66  | 14:22  |
| 9.  | Konkordia Plauen (N)     | 18  | 3  | 2 | 13 | 030:440 | 0,68  | 08:28  |
| 10. | TuRa Leipzig             | 18  | 2  | 2 | 14 | 027:700 | 0,39  | 06:30  |

| (M) | Titelverteidiger                  |
| (N) | Aufsteiger aus den Bezirksklassen |

## Aufstiegsrunde
Qualifiziert waren die Sieger der vier Bezirksklassen.
Kreuztabelle
| 1938/39        | VfB Glauchau | Chemnitzer BC | SC Wacker Leipzig | Riesaer SV |
| -------------- | ------------ | ------------- | ----------------- | ---------- |
| VfB Glauchau   |              | 1:2           | 7:1               | 3:1        |
| Chemnitzer BC  | 2:2          |               | 4:1               | 2:1        |
| Wacker Leipzig | 2:5          | 1:1           |                   | 3:1        |
| Riesaer SV     | 2:3          | 2:2           | 1:2               |            |

Abschlusstabelle
| Pl. | Verein                                             | Sp. | S | U | N | Tore    | Quote | Punkte |
| --- | -------------------------------------------------- | --- | - | - | - | ------- | ----- | ------ |
| 1.  | VfB Glauchau (Sieger Bezirksklasse Plauen-Zwickau) | 6   | 4 | 1 | 1 | 021:100 | 2,10  | 09:30  |
| 2.  | Chemnitzer BC (Sieger Bezirksklasse Chemnitz)      | 6   | 3 | 3 | 0 | 013:800 | 1,63  | 09:30  |
| 3.  | Wacker Leipzig (Sieger Bezirksklasse Leipzig)      | 6   | 2 | 1 | 3 | 010:190 | 0,53  | 05:70  |
| 4.  | Riesaer SV (Sieger Bezirksklasse Dresden)          | 6   | 0 | 1 | 5 | 008:150 | 0,53  | 01:11  |